# 塔兰同
塔兰同（拉丁语：talentum，含义为“秤，天平”；和合本圣经译为他连得，思高版聖經譯為塔冷通）是古代中东和希腊-罗马世界使用的质量单位。
在苏美尔人和巴比伦人使用的计量系统中，1塔兰同等于60明那，1明那等于60舍客勒。这种60进位制同样出现于古希腊。希腊人使用的塔兰同的实际质量约相当于今日的26公斤，而希腊人的明那据估计在434克上下。古罗马的塔兰同等于100罗马磅，由于1罗马磅正好是四分之三希腊明那，1罗马塔兰同也就相当于1.25希腊塔兰同。
当用作货币单位时，塔兰同是指1塔兰同重的黄金或白银。一些权威学者估计罗马人衡量贵金属所用的塔兰同的实际质量大约在20至40公斤之间。根據2024年国际市场上最高的黄金价格大约是2784美元每盎司，按这种比价，1金塔兰同（按相当于33公斤计）价值約324万美元。同理按2024年最高的國際银价，1银塔兰同（按相当于26公斤计）价值約3.1萬美元。埃及国王托勒密十二世为寻求庇护而献给罗马统帅尤利乌斯·恺撒6000塔兰同黄金，最后获得“罗马人民的盟友”的称号；按2024年的观点衡量，他相当于付出了194亿美元。当然，古代的黄金价值与现代完全不同。 
据说中世纪时的拜占廷帝国皇帝巴西尔二世积聚了20万塔兰同黄金；如果这是真的，那么按照2024年最高的黄金价格，他相当于拥有6480億美元的储备。
在新约全书中耶稣讲述的一个寓言里提到了塔兰同是一种货币单位。该部分并且暗示，即使1塔兰同也是非常大数目的财产。